# Zaxxon Super Game
Ne doit pas être confondu avec Super Zaxxon.
Zaxxon Super Game, appelé à tort Super Zaxxon du fait que les versions pour ordinateurs personnels et consoles de salon de Super Zaxxon soient sorties la même année et que leurs noms soient proches, est un jeu vidéo d'action de type shoot 'em up en 3D isométrique sorti en 1984 sur Coleco Adam, uniquement aux États-Unis. Une extension pour la première version de Zaxxon sur ColecoVision (avec le Super Game Module) est également mise en vente. Le jeu a été développé par Sega et Coleco et édité par Coleco. Il fait partie de la série Zaxxon.
Officiellement, Zaxxon Super Game n'est sorti que sur cassette compacte et disquette, mais il a été officieusement adapté et vendu sur cartouche en août 2012.

## Système de jeu
Zaxxon Super Game reprend le système de jeu du premier Zaxxon. Le joueur contrôle un vaisseau spatial et doit abattre ses ennemis pour obtenir des points, tout en évitant les obstacles et tirs adverses. Le jeu utilise la perspective isométrique, où le joueur peut non seulement contrôler les mouvements latéraux du vaisseau, mais également ajuster sa hauteur. Le scrolling est donc diagonal.

## Développement
Le premier Zaxxon a été adapté par 4D Interactive Systems sur ColecoVision en 1982. Celui-ci étant inférieur à la version arcade, une nouvelle version a été proposée en 1984, prévue pour être jouée avec le Super Game Module de la ColecoVision, permettant à celle-ci de profiter des spécifications techniques supérieures de l'Adam et de bénéficier de nombreux contenus et fonctionnalités absents de la version initiale sur ColecoVision. En parallèle, une version complète est commercialisée sur l'ordinateur Coleco Adam.

## Confusion avec les autresZaxxon
Sorti la même année que les versions pour ordinateurs personnels et consoles de salon de Super Zaxxon, il est à tort appelé Super Zaxxon, leurs noms étant également proches. Pourtant, le jeu reprend la base du premier épisode et non Super Zaxxon. De plus, la couverture de la version Adam n'a pas bénéficié de personnalisation, contrairement aux autres éditions, et reprend le visuel de la version Atari 5200. L'extension pour ColecoVision propose quant à elle un visuel différent, au-dessus duquel est rajoutée la mention Super Game Pak.
En dehors du contenu du jeu, seul l'écran titre permet de le distinguer des autres volets.